# اسماء مهروانی
اسماء مهروانی یا مهرانی (نگارش و آوایش کهن:أسماء مهروانیه) (؟ - ۱۴۶۲) (أسماء بنت عبدالله بن محمد) محدث و کاتب شامی در سدهٔ نهم هجری بود. ۲۹تن از هم‌روزگارانش از جمله شمس‌الدین ذهبی به او اجازهٔ نقل روایت دادند (دانش‌آموختگی کامل در علم حدیث). شمس‌الدین سخاوی نیز نزد او قرائت داشته است. در آرامگاه باب توما در دمشق، در نزدیکی شیخ ارسلان دفن شد.  